# Nahuel Huapi-meer

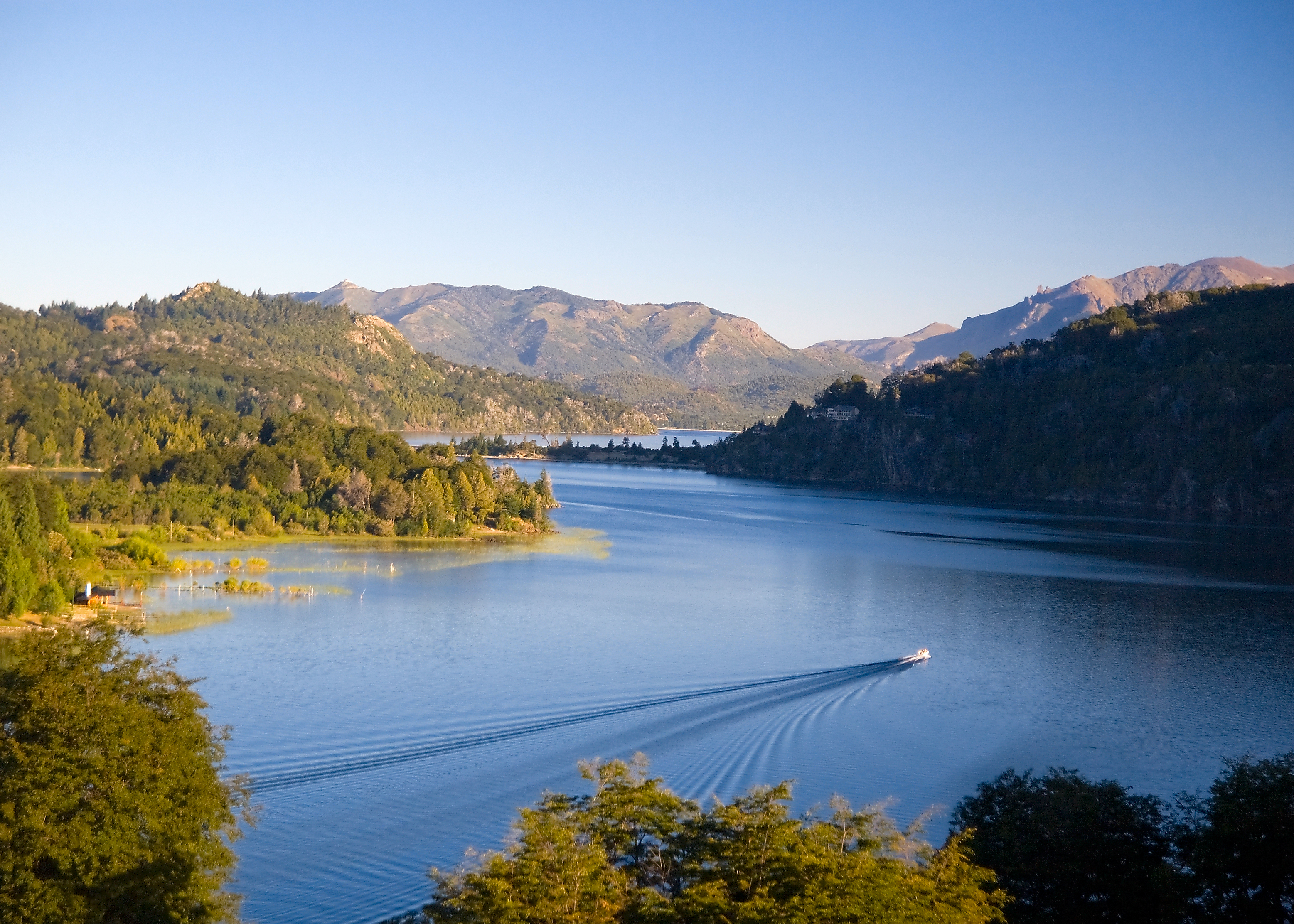
Nahuel Huapi-meer

Nahuel Huapi-meer (Spaans: Lago Nahuel Huapí) is een meer in het noorden van Patagonië bij San Carlos de Bariloche tussen de provincies van de Río Negro en Neuquén in Argentinië.
Het Nahuel Huapi-meer ligt in het Nationaal park Nahuel Huapi en heeft een oppervlakte van 529 km². Het ligt 765 m boven de zeespiegel en heeft een maximale diepte van 438 m. Het is verbonden met andere kleinere meren, zoals Gutierrez, Moreno, Espejo en Correntoso. Isla Victoria is een eiland van 31 km². De naam van het meer komt van dit eiland in Mapudungun: "Eiland van de Jaguar (of Puma)", uit Nahuel, "jaguar (of puma)", en huapí, "eiland".
Het meer is zeer gevoelig voor klimatologische veranderingen en heeft een gemiddelde oppervlaktetemperatuur van 7 °C. Kajakken is er een populaire watersport. Het meer is ook het beginpunt van de rivier Limay.
Het Nahuel Huapi-meer heeft verschillende (niet inheemse) soorten forellen zoals de regenboogforel, meerforel en beekforel, die hengelaars trekken uit de hele wereld. Hoewel het meer op grote hoogte ligt en ver van zee, leven er ook de kelpmeeuw en de keizersaalscholver (Phalacrocorax atriceps) die eigenlijk zeevogels zijn.

## Legende
Aan het begin van de 20e eeuw stak het gerucht de kop op dat er een reusachtige schepsel in het meer leeft, plaatselijk bekend als Nahuelito. Dit gerucht is de voortzetting van een oude legende, en dateert van voor de verhalen over het monster van Loch Ness. De plaatselijke bevolking (Mapuche) denkt dat er een ander schepsel in het meer leeft, el Cuero zo genoemd wegens zijn gladde huid. In het nabijgelegen Lácarmeer zou een wezen leven dat volgens verhalen meer overeenkomt met een plesiosaurus. De bewoners beschrijven het als een zeekoe met tanden rondom. Leden van de dierentuin van Buenos Aires bezochten het Nahuel Huapi-meer in 1922 en proberen de verhalen over waarnemingen van het prehistorische dier bevestigd te krijgen, maar ze vonden geen bewijs dat de theorie over een dergelijk wezen kon ondersteunen.